# BK Волка
BK Волка (лат. BK Lupi) — одиночная переменная звезда в созвездии Волка на расстоянии приблизительно 1453 световых лет (около 445 парсеков) от Солнца. Видимая звёздная величина звезды — от менее +16m до +13m.

## Характеристики
BK Волка — красный гигант, пульсирующая переменная звезда, мирида (M) спектрального класса Me. Радиус — около 11,11 солнечных, светимость — около 13,187 солнечных. Эффективная температура — около 3300 K.